# Животинска отрова
Токсините нарушават биологичните (физиологични) функции на организма, причинявайки преходни или постоянни нарушения, включително смърт.
Напълно точна дефиниция на отровата не може да се даде. Едно и също вещество може да бъде безвредно (и дори лекарствено), дадено в една доза или по един начин, и отровно в друга доза или приложено по друг начин.
Токсичността на дадено вещество зависи от: погълнато абсолютно количество, концентрация, форма, в която е погълнато, начин на поглъщане, резистентност на организма и др. Интравенозната дестилирана вода причинява смърт поради осмотичен лизис на еритроцитите. Етанолът, който сам по себе си е токсичен, се използва като антидот при отравяне с метанол. Същото важи и за атропина, който е отрова и се използва като противоотрова при отравяне с нервнопаралитични агенти. За хора с липса на подходящи ензими може да бъде токсична храна (мляко, протеин).
Според причините, които водят до постъпване на токсини в организма, отравянията могат да бъдат криминални, самоубийствени, случайни, медицински, професионални и отравяния като следствие от наркомания. През 2013 г. има 3,3 милиона случая на неумишлено отравяне на хора. Това доведе до 98 000 смъртни случая в световен мащаб, което е по-малко от 120 000 смъртни случая през 1990 г.

## Определения
Различни учени са се опитали да дадат точна дефиниция на отровите, която би включвала всички вещества, които традиционно се считат за отрови, но не и вещества, които традиционно не са:
- „Отровите са вещества, които по своята физическа или химична природа са такива, че когато попаднат в кръвта или човешкото тяло и останат там, те предизвикват преходни или постоянни разстройства“ (Клод Бернар)
- „Отровите са вещества, които по своята химическа природа, количество и концентрация са чужди на човешкото тяло или отделни органи и поради това причиняват функционални нарушения в живия организъм“ (Старкенщайн)
- „Отровите са химични вещества, създадени извън жив организъм, или тези, отделяни от живи същества (токсини), които, когато бъдат въведени в човешкото тяло, могат да причинят, при определени условия, болест или смърт“ (Левин задължителна детерминанта)
- „На практика можем да считаме за отрова онези вещества, които погълнат в количества по-малко от 5 g или 5 ml, могат да причинят лошо здраве, заболяване или смърт“

## Разлики между poisonous и venomous животни
Отровата отделяна от различните животни, може да попадне по различен начин в тялото - чрез поглъщане (poison) и чрез насилствено инжектиране (venom) в кръвоносната система. Поради това и различните отрови имат различен начин на действие върху организма.
Множество животни използват отрови за самозащита, отделяйки токсини, чрез специални жлези, така че хищниците да ги отбягват. Такива са много видове насекоми, някои земноводни и риби. За отровни (poisonous) се считат и животните, които имунизирани срещу дадени отрови, могат да консумират плячка съдържаща токсини, които обаче се трупат в тялото им и ги правят опасни за консумация от други, включително човека. В тази категория спадат някои видове риби, влечуги, птици и бозайници. 
Отравящи (venomous) са тези животни, които използват отрова за да обездвижат/парализират или убият плячката си. Вкарването на отровата в организма е чрез ухапване или ужилване (убождане). Така ловуват множество видове паяци, скорпиони, ужилването от пчели и оси, както и ухапването от някои видове мравки, стоножки като срещаната в България Сколопендра и убождането от повечето видове медузи и някои видове анемония. При гръбначните, обездвижването с отровни токсини на плячката е характерно за някои видове риби, земноводни, змии и дори бозайници като птицечовката и дори срещаните тук къртици и земеровки.

Интересен е случая с Бавните лорита (род. Nycticebus), които имат жлези отделящи токсин в предните крайници и го използват смесен със слюнка да го нанасят върху козината си или да парализират плячка при ухапване. Това ги прави poisonous при допир и консумация и venomous при ухапване от тях.
|  | Тази страница частично или изцяло представлява превод на страницата Venom в Уикипедия на английски. Оригиналният текст, както и този превод, са защитени от Лиценза „Криейтив Комънс – Признание – Споделяне на споделеното“, а за съдържание, създадено преди юни 2009 година – от Лиценза за свободна документация на ГНУ. Прегледайте историята на редакциите на оригиналната страница, както и на преводната страница, за да видите списъка на съавторите. ВАЖНО: Този шаблон се отнася единствено до авторските права върху съдържанието на статията. Добавянето му не отменя изискването да се посочват конкретни източници на твърденията, които да бъдат благонадеждни. |

1. ↑  Chippaux, JP; Goyffon, M. [Venomous and poisonous animals--I. Overview], Médecine Tropicale (на френски).   2006. ISBN ISSN 0025-682X.